# Joongang Tongyang Broadcasting Company
Джунанг Тонян Бродкестін кампені або Телерадіомо́вна компа́нія Джунанг Тонян, скор. «Джей-Ті-Бі-Сі» (кор. 제이티비씨; англ. Joongang Tongyang Broadcasting Company, скор. JTBC) — південнокорейська загальнодержавна мережа кабельного телебачення та телерадіомовна компанія. Була створена 21 березня 2011 року та розпочала свою роботу 1 грудня того ж року. Найбільшим акціонером JTBC є JoongAng Media Network з 25% акцій. JTBC знаходиться в союзі з іншими зарубіжними телекомпаніями, такі як CNN, FOX, HBO, BBC, TV Asahi та інші. 
Адреса штаб-квартири —  м. Сеул, р-н Чунгу, квартал Суньхва-дун. 
Дочірні компанії: Dramahouse, JMNet Media Support Center, JTBC Mediacomm, JTBC Mediatech, JTBC Plus.

## Етер

### Серіали
- «День D»
- «Дзеркало відьми»
- «Жорстоке місто»
- «Колюча квітка»
- «Лжесвідчення»
- «Моя любов Ин Дон»
- «На цьому тижні моя дружина завела роман»
- «Недоторканні»
- «Обличчям до обличчя»
- «Останній»
- «Падам-падам... Стук їх сердець»
- «Раптово 18»
- «Світ подружньої пари»
- «Силачка До Бон Сун»
- «Тільки між закоханими»
- «Фантастичний»

### Програми
У будні дні JTBC показує «Ранкове шоу з JTBC»
в 6:55-8:35 ранку, «JTBC Новини: Концерт» о 5:35-6:50 вечора, «Кімната новин JTBC» о 8:00 9:30 вечора (будні дні) та 7:40-8:30 вечора (вихідні) та «Спортивні новини JTBC» о 12: 15-12:25 вечора. Найпопулярніші розважальні програми – «Приховані співаки», показані по суботах о 23 годині.